# Tsepo Masilela
Tsepo Masilela, född 5 maj 1985 i Witbank, Sydafrika, är en sydafrikansk fotbollsspelare som spelar för Kaizer Chiefs FC och Sydafrikas fotbollslandslag.

## Maccabi Haifa
Masilela skrev på för Maccabi Haifa den 31 maj 2007. Han var en viktig del av Maccabi Haifa när de vann den israeliska ligan, och de kvalificerade sig till Uefa Champions League.

## Landslagskarriär
Sedan 2006 har Masilela spelat för Sydafrikas herrlandslag i fotboll. Han deltog i Fotbolls-VM 2010.